# دوق دي كاكسياس
دوق دي كاكسياس (بالبرتغالية: Duque de Caxias "دوق كاكسياس"، وبالإنجليزية: Duke of Caxias) هي مدينة في جنوب شرق البرازيل في ولاية ريو دي جانيرو، وتحدها ريو دي جانيرو (المدينة) إلى الجنوب. تعتبر مدينة دوق دي كاكسياس ثاني أغنى مدينة في ولاية ريو دي جانيرو. لديها صناعات هامة مثل تكرير النفط والمصانع الكيميائية.

## أعلام
- روبيرتو ديناميتي
- كارلوس ألكسندر سوزا سيلفا
- جوليو سيزار
- أليكس تيكسيرا
- مارلون سانتوس